# Enzymatyczna terapia zastępcza
Enzymatyczna terapia zastępcza (ERT) to leczenie polegające na zastąpieniu niedoboru określonego enzymu w organizmie. Zwykle odbywa się to poprzez podanie pacjentowi dożylnego wlewu (kroplówki) roztworu zawierającego enzym.
ERT jest obecnie dostępna dla niektórych lizosomalnych chorób spichrzeniowych: choroby Gauchera, choroby Fabry'ego, MPS I, MPS II (zespół Huntera), MPS VI i choroby Pompego. ERT nie koryguje defektu genetycznego będącego źródłem choroby, ale jedynie zwiększa stężenie enzymu, którego brakuje pacjentowi. ERT stosuje się również w leczeniu pacjentów z ciężkim złożonym niedoborem odporności (SCID) wynikającym z niedoboru deaminazy adenozynowej (ADA-SCID).